# Refugi dels Cortals de Sispony
El refugi dels Cortals de Sispony és un refugi de muntanya guardat de la Parròquia de La Massana (Andorra) a 1.690 m d'altitud i situat a la part alta de la vall de Sispony.

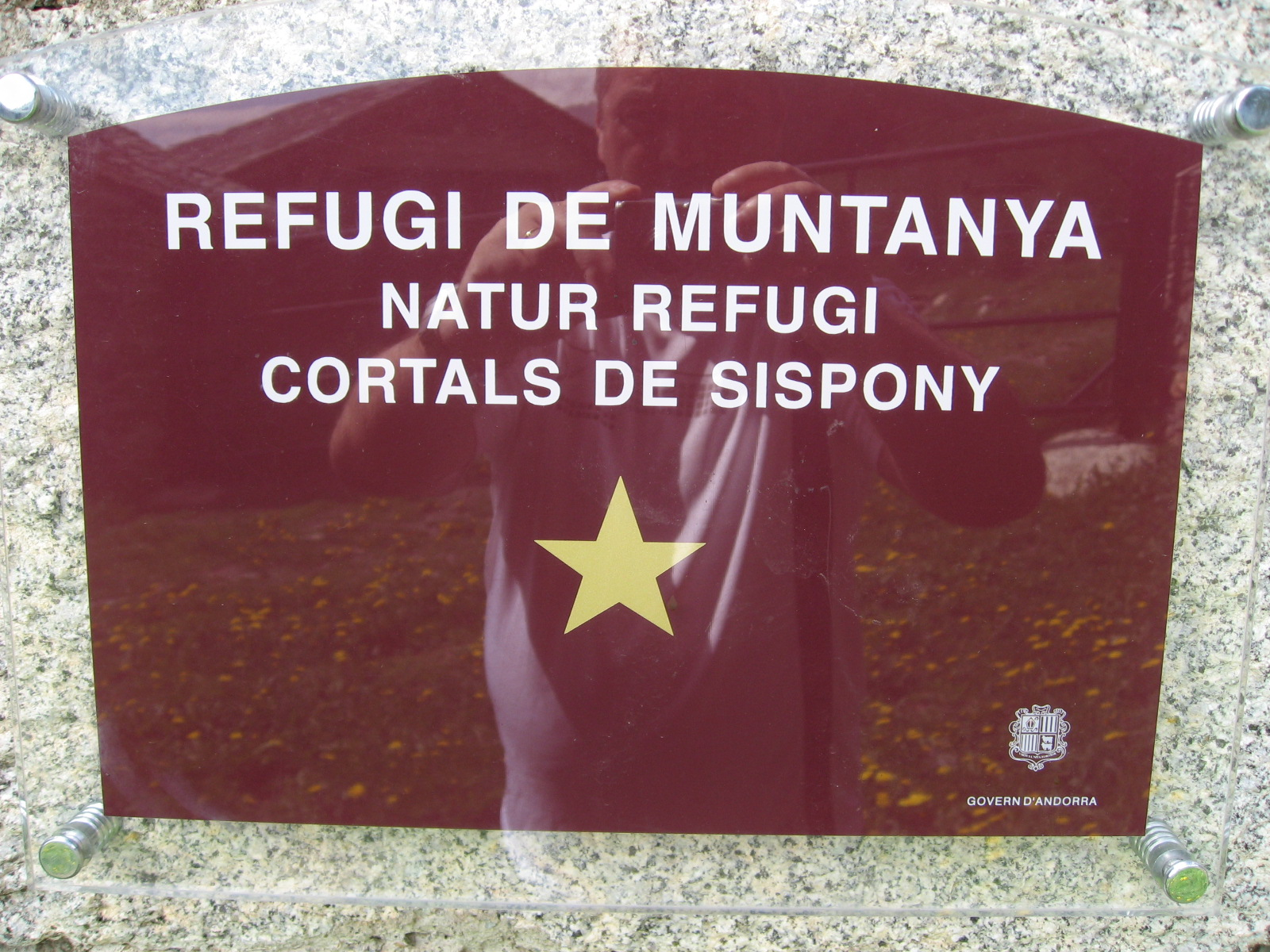
Placa exterior.